# أفيانكا الرحلة 203
أفيانكا الرحلة 203 طائرة بوينغ 727-121 كانت تحمل علي متنها 101 راكبا و6 من أفراد الطاقم من بوغوتا إلي كالي في 27 نوفمبر 1989 وفوق جبل نائية علي بعد 16 كم (10 ميل) جنوبي غرب مطار الدورادو الدولي أنفجرت القنبلة في باب قسم الشحن الأمامي الأيمن وكان تفجير الطائرة جزءآ من النزاع الكولومبي لإيقاف الحرب وبعد الانفجار أنقسمت الطائرة إلي نصفين والقطعتين كانت تلتف صعودآ ونزولا ويمينا ويسارآ في نفس الوقت وتحطمت الطائرة مسببة مقتل جميع الركاب والطاقم البالغ عددهم 107 شخصا و3 متسلقين جبال علي حافة الجبل وكانت حطام الطائرة علي ارتفاع 1497 متر ونصف (6043 قدم ونصف) فوق سطح الأرض.